# Club Deportivo San Roque de Lepe
|  | Aquest article tracta sobre el club de futbol de Lepe, Huelva. Si cerqueu el club de futbol de San Roque, Cadis, vegeu «CD San Roque». |

El Club Deportivo San Roque de Lepe és un club de futbol de la ciutat de Lepe, a Andalusia. Fundat el 1956, actualment milita al grup 4 de la Segona Divisió B.

## Uniforme
- Primera equipació: Samarreta groga i negra a ratlles verticals, pantaló negre i mitges grogues.
- Segona equipació: Samarreta, pantaló i mitges blancs.

## Estadi
El San Roque de Lepe juga els seus partits com a local a l'Estadio Ciudad de Lepe, inaugurat el 2011 amb la presència de la Copa del Món de futbol, i compta amb una capacitat per a uns 3.500 espectadors aproximadament. Anteriorment el San Roque jugava els seus partits al Campo Municipal de Deportes de Lepe, inaugurat l'any 1957, amb una capacitat per a 2.500 espectadors.

## Dades del club
- Temporades a Primera Divisió: 0
- Temporades a Segona Divisió A: 0
- Temporades a Segona Divisió B: 6 (comptant la 2011-12)
- Temporades a Tercera Divisió: 13
- Millor posició a la lliga: 5è (Segona Divisió B, temporada 2010-11)
- Pitjor posició en categoria nacional: 19è (Tercera Divisió, temporada 2001-02)